# Покладка на грунт
Покладка на грунт — вид подводного маневрирования подводных лодок с дизельными силовыми установками, который применяется в целях сбережения имеющихся на борту энергоресурсов и достижения максимальной скрытности, а также — в ситуациях, которые вынуждают субмарину находиться в погруженном положении с отключенными двигателями.
Выделяют покладку подводного судна на жидкий грунт и на морское дно (твёрдый грунт), которая может быть осуществлена с ходу или без хода.

## Техника выполнения
Как правило, покладка на грунт осуществляется путём создания у подводной лодки небольшой отрицательной плавучести и дифферента на нос. При покладке на грунт с ходу электродвигатели субмарины останавливаются по достижении слоя жидкого грунта или глубины за 15—20 метров от поверхности морского дна. Среди ключевых признаков завершения этого манёвра называют выравнивание дифферента подводного судна и прекращение его дальнейшего погружения. Разновидностью манёвра является покладка на жидкий грунт, она сопровождается дальнейшим движением корабля под воздействием подводных течений и требует очень точной дифферентовки корабля.
Для обеспечения устойчивого расположения лодки на грунте ёмкость уравнительной цистерны может быть заполнена водой (200—250 литров).
При всплытии с морского дна создаётся остаточная положительная плавучесть путём откачивания воды из уравнительной цистерны, а при снятии с жидкого грунта обычно даётся малый ход с последующей поддиферентовкой и переходом на заданную глубину вверх или вниз.
Во избежание повреждения гидроакустики, винтов и корпуса следует избегать покладки на крупнокаменистый грунт или плитняк, а для предотвращения присасывания корпуса к грунту не рекомендуется производить покладку на илистые основания; наиболее благоприятными грунтами для покладки являются песок, ракушки, изгарь.

## Для атомных подлодок
Покладка на грунт для атомных подводных лодок представляет немалую трудность и сопряжена с большим риском как с точки зрения повреждений при ударе, так и из-за возможного засасывания грунта в шахты теплообменников, что чревато их засорением с последующим перегревом реактора. Тем не менее, при соблюдении конструктивных или организационных мер покладка на грунт возможна и для атомных субмарин. 

### Покладка на грунт советскихстратегических субмарин
Советские подводные лодки первого и второго поколения имели высокую шумность и уступали зарубежным подлодкам по характеристикам средств обнаружения. Так как для стратегических субмарин скрытность является наиглавнейшей характеристикой как с точки зрения выполнения боевого предназначения, так и с позиции собственного выживания, то советские моряки постоянно искали различные тактические приёмы для нивелирования слабых сторон своих кораблей. В частности, на советском флоте проводились опыты по покладке атомных подводных лодок на слой жидкого грунта. Известно, что К-512 проекта 667Б в 1987 году несла боевую службу в статическом положении на жидком грунте в течение 32 суток. В 1988 году однотипная К-477 после почти годовой подготовки отработала покладку на грунт носовой оконечностью на глубинах, позволяющих производить ракетные стрельбы. Предполагалось, что при получении сигнала на применение оружия лодка ляжет на грунт полностью, произведёт пуск ракет и снова всплывёт. В том же году ТК-208 проекта 941 впервые среди атомных подводных лодок осуществил покладку на грунт в течение 3,5 суток и находился в это время в готовности к нанесению ракетного удара (испытания по программам «Грунт» и «Россыпь»).